# (4227) Kaali
(4227) Kaali ist ein Asteroid des Hauptgürtels, der am 17. Februar 1942 von der finnischen Astronomin Liisi Oterma in Turku entdeckt wurde.
Der Name des Asteroiden ist abgeleitet vom Kaali-Meteoritenkrater auf der Insel Saaremaa in Estland.